# Tiina Lillak
Ilse Kristiina "Tiina" Lillak - (15 de abril de 1961 en Helsinki) es una atleta finlandesa especialista en lanzamiento de jabalina, que fue campeona mundial en Helsinki 1983 y subcampeona olímpica en Los Ángeles 1984.
Finlandia, un país con una gran tradición en lanzamiento de jabalina, nunca había tenido una campeona en categoría femenina. Tiina Lillak fue la primera en ganar un campeonato del mundo de atletismo, y abrió el camino para otras que han venido después, como Heli Rantanen primera nórdica en conseguir el título de campeona olímpica en una prueba de atletismo, Paivi Alafrantti o Mikaela Ingberg.

## Trayectoria
1982: El 29 de julio bate en Helsinki el récord mundial con 72'40 m. Sin embargo, en septiembre de ese mismo año la griega Sofía Sakorafa lograría lanzar 74'20 m
- Acaba 4.ª en los Campeonatos de Europa celebrados en Atenas.

1983: El 13 de junio recupera el récord mundial al lanzar 74'76 m en Tampere. Este récord permaneció vigente hasta 1985, cuando fue batido por Petra Felke.
- En los Campeonatos del Mundo celebrados en Helsinki logra el mayor éxito de su carrera deportiva proclamándose campeona mundial con un lanzamiento de 70'82 m en su último intento.
- En esa temporada Lillak lanzó 16 veces por encima de los 70 metros y no perdió ni una sola competición. Fue su mejor año.

1984: Logra la medalla de plata en los Juegos Olímpicos de Los Ángeles con 69'00 m por detrás de la británica Tessa Sanderson (69'56 m).
1986: 4.ª en los Campeonatos de Europa de Stuttgart.
1987: 6.ª en los Campeonatos del Mundo de Roma.
1988: No consigue clasificarse para la final en los Juegos Olímpicos de Seúl.
1989: Lillak participa en cinco competiciones, con resultados discretos.
1990: Gana el último de sus siete campeonatos de Finlandia
- Acaba 10.ª en los Campeonatos de Europa de Split

1991: No consigue pasar a la final en los Campeonatos del Mundo de Tokio, y de hecho no logra pasar de los 62 metros en toda la temporada.
1992: Se retira del atletismo.